# Diego Quint y Fernández Dávila
Diego Quint y Fernández Dávila (Lima, 1746 - La Paz, 1811), fue un noble criollo, autoridad colonial y militar a finales del siglo XVIII y principios del siglo XIX en el Virreinato del Perú.

## Biografía
Diego Quint nació en Lima el 26 de septiembre de 1746, hijo de Diego Cayetano Quint y Riaño, Marqués de San Felipe el Real de Chile, y de María Antonia Fernández Dávila Sardón. Siendo el menor de los hijos no se esperaba que herede el título, por lo que emprende la carrera militar. 
Es nombrado subdelegado del Partido de Larecaja en 1776, cargo que ocupó hasta 1780. Se interesó por mantener las misiones que los agustinos tenían en Mapiri para reducir a los Lecos, era propietario de una de las haciendas más grandes de aquella región. Participó en la guerra contra Túpac Katari en 1781.
En 1789 es nombrado alcalde de primer voto de la ciudad de La Paz. En 1795 es acusado por el intendente de La Paz, José Pablo Conti, de planear un levantamiento en su contra, por otro lado Quint acusa a Conti de intentar llamar a un cabildo con la gente de los barrios de San Pedro y San Sebastián para rebelarse contra las autoridades coloniales. Finalmente Quint logra que suspendan del puesto a Conti en 1796 y lo lleven arrestado a la ciudad de La Plata donde debió rendir cuentas a las autoridades de la Real Audiencia de Charcas.
Hacia 1807 es nombrado teniente coronel del Regimiento de Milicias de la ciudad, continúa con este cargo hasta el 16 de julio de 1809 cuando estalla la revolución. Esa noche asiste al cabildo esperando calmar los ánimos, pero la gente lo obliga a renunciar a su cargo en favor de Pedro Indaburu y es expulsado de la ciudad.
Quint decide marcharse a sus tierras en Larecaja donde se entera de que fue nombrado intendente de Puno, rumbo a esta ciudad pasa por Copacabana donde logra levantar a la gente contra la junta de La Paz. Llega a Puno el 20 de agosto y jura el cargo. Ese mismo año se entera de la muerte de su hermano Juan Manuel y hereda el título de marqués.
Sigue a José Manuel de Goyeneche en su campaña de pacificación del Alto Perú y en 1811 es nombrado gobernador interino de La Paz, estando en el cargo recibe a 11 españoles arrestados por crímenes contra la población indígena. El 29 de junio llegan a la ciudad un grupo de indígenas comandados por Casimiro Irusta, éste pide a Quint que se les entregue a los prisioneros para degollarlos, el gobernador se niega ante tal petición porque los arrestados deben responder a la justicia, ante tal negativa Diego Quint es golpeado con un garrote en la cabeza. Se cree que el golpe fue tan fuerte que le abrió el cráneo y murió en el acto.
No se tiene registro de que Diego Quint se hubiese casado alguna vez, pero existe un registro de matrimonio de Antonio Quint. En este registro se asegura que Antonio fue hijo de Diego Quint y de Eulogia Santalla, nació en 1811 en La Paz y se casó en Vallegrande en 1836. 